# Горішня Студена
Горішня Студе́на (болг. Горна Студена) — село у Великотирновській області Болгарії. Входить до складу общини Свиштов.

## Населення
За даними перепису населення 2011 року у селі проживали 463 особи.
Національний склад населення села:
| Національність   | Кількість осіб | Відсоток |
| ---------------- | -------------- | -------- |
| болгари          | 445            | 98,0 %   |
| цигани           | 5              | 1,1 %    |
| турки            | 0              | 0 %      |
| інша             | 4              | 0,9 %    |
| не визначились   | 0              | 0 %      |
| Всього відповіли | 454            |          |

Розподіл населення за віком у 2011 році:
Динаміка населення: